# 760 هـ
760 هـ هي سنة في التقويم الهجري امتدت مقابلةً في التقويم الميلادي بين سنتي 1358 و1359.

## مواليد
- ابن المجدي
- ابن عاصم الغرناطي
- شمس الدين البساطي
- شهاب الدين الغزي